# Boris Leven
Boris Leven (Moskou, 13 augustus 1908 – Los Angeles, 11 oktober 1986) was een Russisch-Amerikaanse production designer en artdirector. Hij werkte tijdens zijn carrière regelmatig samen met regisseurs Robert Wise en Martin Scorsese. In 1962 won hij een Oscar voor West Side Story (1961).

## Carrière
Boris Leven (aanvankelijk geschreven als Boris Levin) werd in 1908 in Moskou geboren als de zoon van Israel Levin en Zinaida Narkirier. In 1927 verhuisde hij met zijn gezin naar de Verenigde Staten. Elf jaar later werd hij genaturaliseerd tot Amerikaan. Hij behaalde een bachelordiploma aan de University of Southern California en maakte deel uit van het Beaux-Arts Institute of Design in New York.
Hij begon zijn carrière in 1933 als tekenaar bij Paramount Pictures. Drie jaar later maakte hij de overstap naar 20th Century Fox. Zijn eerste officiële filmproject was Alexander's Ragtime Band (1938), waarvan hij de artdirector was.
Leven werkte tijdens zijn carrière mee aan bekende Hollywoodfilms als The Flying Deuces (1939), Giant (1956), Anatomy of a Murder (1959) en The Sound of Music (1965). In 1962 won hij een Oscar voor het setontwerp van de musicalfilm West Side Story (1961).
Aan het einde van zijn carrière werkte hij regelmatig samen met regisseur Martin Scorsese. Zo was hij de production designer van onder meer  New York, New York (1977) en The King of Comedy (1982). In 1986 was hij ook verantwoordelijk voor het productieontwerp van The Color of Money (1986) van Scorsese. Enkele dagen na de première van de film overleed Leven.

## Academy Awards
Art Direction-Set Decoration
- Alexander's Ragtime Band (1938) (genomineerd)
- The Shanghai Gesture (1941) (genomineerd)
- Giant (1956) (genomineerd)
- West Side Story (1961) (gewonnen)
- The Sound of Music (1965) (genomineerd)
- The Sand Pebbles (1966) (genomineerd)
- Star! (1968) (genomineerd)
- The Andromeda Strain (1971) (genomineerd)
- The Color of Money (1986) (genomineerd)

## Filmografie
| - Alexander's Ragtime Band (1938) - Down on the Farm (1938) - Just Around the Corner (1938) - Road Demon (1938) - Everybody's Baby (1939) - The Flying Deuces (1939) - Second Chorus (1940) - The Shanghai Gesture (1941) - Tales of Manhattan (1942) - Girl Trouble (1942) - Life Begins at Eight-Thirty (1942) - Hello Frisco, Hello (1943) - Doll Face (1945) - Shock (1946) - Home, Sweet Homicide (1946) - The Shocking Miss Pilgrim (1947) - I Wonder Who's Kissing Her Now (1947) - The Senator Was Indiscreet (1947) - Mr. Peabody and the Mermaid (1948) - Criss Cross (1949) - Search for Danger (1949) - The Lovable Cheat (1949) - Dakota Lil (1950) - Quicksand (1950) - House by the River (1950) - The Jackie Robinson Story (1950) |  | - The Second Woman (1950) - Once a Thief (1950) - Destination Murder (1950) - Experiment Alcatraz (1950) - Woman on the Run (1950) - The Prowler (1951) - The Basketball Fix (1951) - Chicago Calling (1951) - A Millionaire for Christy (1951) - Two Dollar Bettor (1951) - Sudden Fear (1952) - Battles of Chief Pontiac (1952) - Rose of Cimarron (1952) - Invaders from Mars (1953) - Donovan's Brain (1953) - Crazylegs (1953) - Fort Algiers (1953) - The Long Wait (1954) - The Silver Chalice (1954) - Giant (1956) - Courage of Black Beauty (1957) - My Gun Is Quick (1957) - Zero Hour! (1957) - Thunder in the Sun (1959) - Anatomy of a Murder (1959) - September Storm (1960) |  | - West Side Story (1961) - Two for the Seesaw (1962) - Strait-Jacket (1964) - The Sound of Music (1965) - The Sand Pebbles (1966) - Star! (1968) - A Dream of Kings (1969) - The Andromeda Strain (1971) - Happy Birthday, Wanda June (1971) - The New Centurions (1972) - Jonathan Livingston Seagull (1973) - Shanks (1974) - Mandingo (1975) - New York, New York (1977) - The Last Waltz (docu) (1978) - Matilda (1978) - The King of Comedy (1982) - Fletch (1985) - Wildcats (1986) - The Color of Money (1986) |